# Nigel Reo-Coker
Nigel Shola Andre Reo-Coker (Croydon, Inglaterra, 14 de mayo de 1984) es un exfutbolista inglés de ascendencia sierraleonesa. Jugaba de mediocampista y su último club fue Milton Keynes Dons.

## Selección nacional
Ha sido internacional con la selección de fútbol sub-21 de Inglaterra.

## Clubes
| Club                      | País           | Año       |
| ------------------------- | -------------- | --------- |
| Wimbledon FC              | Inglaterra     | 2002-2004 |
| West Ham United           | Inglaterra     | 2004-2007 |
| Aston Villa               | Inglaterra     | 2007-2011 |
| Bolton Wanderers          | Inglaterra     | 2011-2012 |
| Ipswich Town              | Inglaterra     | 2012-2013 |
| Vancouver Whitecaps       | Canadá         | 2013-2014 |
| Club Deportivo Chivas USA | Estados Unidos | 2014      |
| Montreal Impact           | Canadá         | 2015-2016 |
| IK Start                  | Noruega        | 2017      |
| Milton Keynes Dons        | Inglaterra     | 2018      |